# Judas Iscariotes
Judas Iscariotes (em hebraico: יהודה איש־קריות; romaniz.: Yehudhah ish Qeryoth; em grego: Iouda Iskariôth ou Iouda Iskariotes) foi um dos doze apóstolos de Jesus Cristo, que, de acordo com os evangelhos canônicos, veio a ser o traidor que entregou Jesus aos seus captores por trinta moedas de prata e, entrando em desespero, enforcou-se, segundo a tradição cristã. Judas, em grego Ioudas,  uma helenização do nome hebraico Judá (יהודה, Yehûdâh, palavra que significa "abençoado" ou "louvado"), sendo, por sinal, o nome de apóstolo que mais vezes aparece nos Evangelhos (vinte vezes) depois do de Simão Pedro.

## Historicidade
Embora a existência histórica de Judas Iscariotes seja em geral amplamente aceita entre os historiadores seculares, esse consenso relativo não passou totalmente incontestado. A alusão mais antiga possível a Judas vem da Primeira Epístola aos Coríntios 11: 23-24, na qual o apóstolo Paulo não menciona Judas pelo nome, mas usa a forma passiva da palavra grega paradidōmi (παραδίδωμι), que a maioria das traduções da Bíblia traduz como "foi traído": "... o Senhor Jesus na noite em que foi traído tomou um pedaço de pão ..." No entanto, muitos estudiosos da Bíblia argumentam que a palavra paradidōmi deveria ser traduzida como "foi entregue". Esta tradução ainda poderia se referir a Judas, mas também poderia se referir a Deus metaforicamente "entregando Jesus" aos romanos.
Em seu livro Antisemitism and Modernity (2006), o estudioso judeu Hyam Maccoby sugere que, no Novo Testamento, o nome "Judas" foi construído como um ataque aos judeus ou ao sistema religioso judaico responsável pela execução de Jesus. Em seu livro The Sins of Scripture (2009), John Shelby Spong concorda com esse argumento, insistindo, "Toda a história de Judas tem a sensação de ser inventada ... O ato de traição por um membro dos doze discípulos não são encontrados nos primeiros escritos cristãos. Judas é o primeiro colocado na história cristã pelo Evangelho segundo Marcos (3:19), que escreveu nos primeiros anos da oitava década da Era Comum."
A maioria dos estudiosos rejeita esses argumentos pela não-historicidade, observando que não há nada nos evangelhos que associe Judas com os judeus, exceto seu nome, que era extremamente comum para os judeus durante o primeiro século, e que numerosas outras figuras chamadas "Judas" são mencionadas em todo o Novo Testamento, nenhuma delas é retratada negativamente. Figuras positivas chamadas Judas mencionadas no Novo Testamento incluem o profeta Judas Barsabás (Atos 15: 22-33), o irmão de Jesus, Judas (Marcos 6: 3; Mateus 13:55; Judas 1), e o apóstolo Judas Tadeu, o filho de Tiago (Lucas 6: 14-16; Atos 1:13, João 14:22). B. J. Oropeza argumenta que os cristãos não devem repetir a tragédia histórica de associar Judas Iscariotes com os judeus, mas sim considerá-lo como um apóstata cristão emergente e, portanto, um deles. Sua traição por causa de uma soma de dinheiro alerta os auditores contra o vício da cobiça.

## Outras perspectivas
De acordo com alguns estudiosos, Judas de Iscariotes teria sido membro da seita dos zelotes. No quadro de um Messianismo Político do 1.º Século, estaria convencido de que ele, com todo o seu poder, concretizaria a chegada do Reino tão desejado por Israel. Mas, com o tempo, terá começado a sentir-se desiludido, porque Jesus não terá correspondido aos seus ideais e expectativas. Desencantado com Jesus, o terá entregue ao Sinédrio, para assim unir o povo judeu numa revolta contra Roma e desencadear o estabelecimento imediato do Reino de Deus.
Outros sustentam que na realidade Judas não traiu Jesus Cristo por 30 moedas. Argumentam que ele terá agido por ordem do próprio Jesus, precipitando dessa forma a morte na cruz e a redenção da humanidade. Por fim, ele não se teria suicidado como dizem os Evangelhos canónicos, mas antes retira-se para o deserto para meditar. O Evangelho sobre Judas, escrito gnóstico do 2.º Século, "não deve ser visto como a versão verdadeira sobre o destino do apóstolo de má fama, mas como mais uma peça no quebra-cabeças dos primeiros anos do cristianismo".

## Cultura popular
Em 1978, o cantor Raul Seixas, lançou o álbum Mata Virgem, onde a primeira faixa, leva o nome de Judas, e narra a crucificação na visão de que a traição foi combinada entre mestre e discípulo. Em 2011, a cantora estadounidense Lady Gaga, lançou uma canção de nome "Judas", contida no seu terceiro álbum de estúdio, Born This Way, como single. A canção narra uma luta pessoal da intérprete de querer amar a Jesus Cristo, porém se vê amando a Judas Iscariotes.